# Lautonh
Léotoing és un municipi francès situat al departament de l'Alt Loira i a la regió d'Alvèrnia-Roine-Alps. L'any 2007 tenia 206 habitants.

## Demografia

### Població
El 2007 la població de fet de Léotoing era de 206 persones. Hi havia 92 famílies de les quals 28 eren unipersonals (16 homes vivint sols i 12 dones vivint soles), 40 parelles sense fills, 20 parelles amb fills i 4 famílies monoparentals amb fills.
La població ha evolucionat segons el següent gràfic:
Habitants censats

### Habitatges
El 2007 hi havia 156 habitatges, 95 eren l'habitatge principal de la família, 43 eren segones residències i 18 estaven desocupats. 152 eren cases i 1 era un apartament. Dels 95 habitatges principals, 86 estaven ocupats pels seus propietaris, 8 estaven llogats i ocupats pels llogaters i 1 estava cedit a títol gratuït; 2 tenien una cambra, 4 en tenien dues, 11 en tenien tres, 24 en tenien quatre i 54 en tenien cinc o més. 84 habitatges disposaven pel capbaix d'una plaça de pàrquing. A 35 habitatges hi havia un automòbil i a 53 n'hi havia dos o més.

### Piràmide de població
La piràmide de població per edats i sexe el 2009 era:
| Homes | Edats   | Dones |
| ----- | ------- | ----- |
| 0     | 95 o +  | 4     |
| 0     | 90 a 94 | 0     |
| 4     | 85 a 89 | 0     |
| 0     | 80 a 84 | 0     |
| 12    | 75 a 79 | 8     |
| 8     | 70 a 74 | 8     |
| 8     | 65 a 69 | 0     |
| 4     | 60 a 64 | 8     |
| 0     | 55 a 59 | 0     |
| 12    | 50 a 54 | 12    |
| 4     | 45 a 49 | 12    |
| 24    | 40 a 44 | 8     |
| 8     | 35 a 39 | 12    |
| 0     | 30 a 34 | 4     |
| 8     | 25 a 29 | 0     |
| 0     | 20 a 24 | 4     |
| 8     | 15 a 19 | 8     |
| 16    | 10 a 14 | 4     |
| 4     | 5 a 9   | 0     |
| 0     | 0 a 4   | 4     |

## Economia
El 2007 la població en edat de treballar era de 133 persones, 97 eren actives i 36 eren inactives. De les 97 persones actives 90 estaven ocupades (49 homes i 41 dones) i 7 estaven aturades (3 homes i 4 dones). De les 36 persones inactives 21 estaven jubilades, 5 estaven estudiant i 10 estaven classificades com a «altres inactius».

### Ingressos
El 2009 a Léotoing hi havia 95 unitats fiscals que integraven 205 persones, la mediana anual d'ingressos fiscals per persona era de 14.977 €.

### Activitats econòmiques
Dels 10 establiments que hi havia el 2007, 2 eren d'empreses de construcció, 1 d'una empresa de comerç i reparació d'automòbils, 1 d'una empresa de transport, 4 d'empreses d'hostatgeria i restauració, 1 d'una empresa financera i 1 d'una empresa de serveis.
Dels 4 establiments de servei als particulars que hi havia el 2009, 1 era una fusteria, 1 lampisteria i 2 restaurants.
L'any 2000 a Léotoing hi havia 17 explotacions agrícoles.

## Poblacions més properes
El següent diagrama mostra les poblacions més properes.